# Ken Hashikawa
Ken Hashikawa (橋川 健, Hashikawa Ken), né le 8 mai 1970 à Nagareyama, est un coureur cycliste japonais. Il est ensuite devenu directeur sportif.

## Biographie

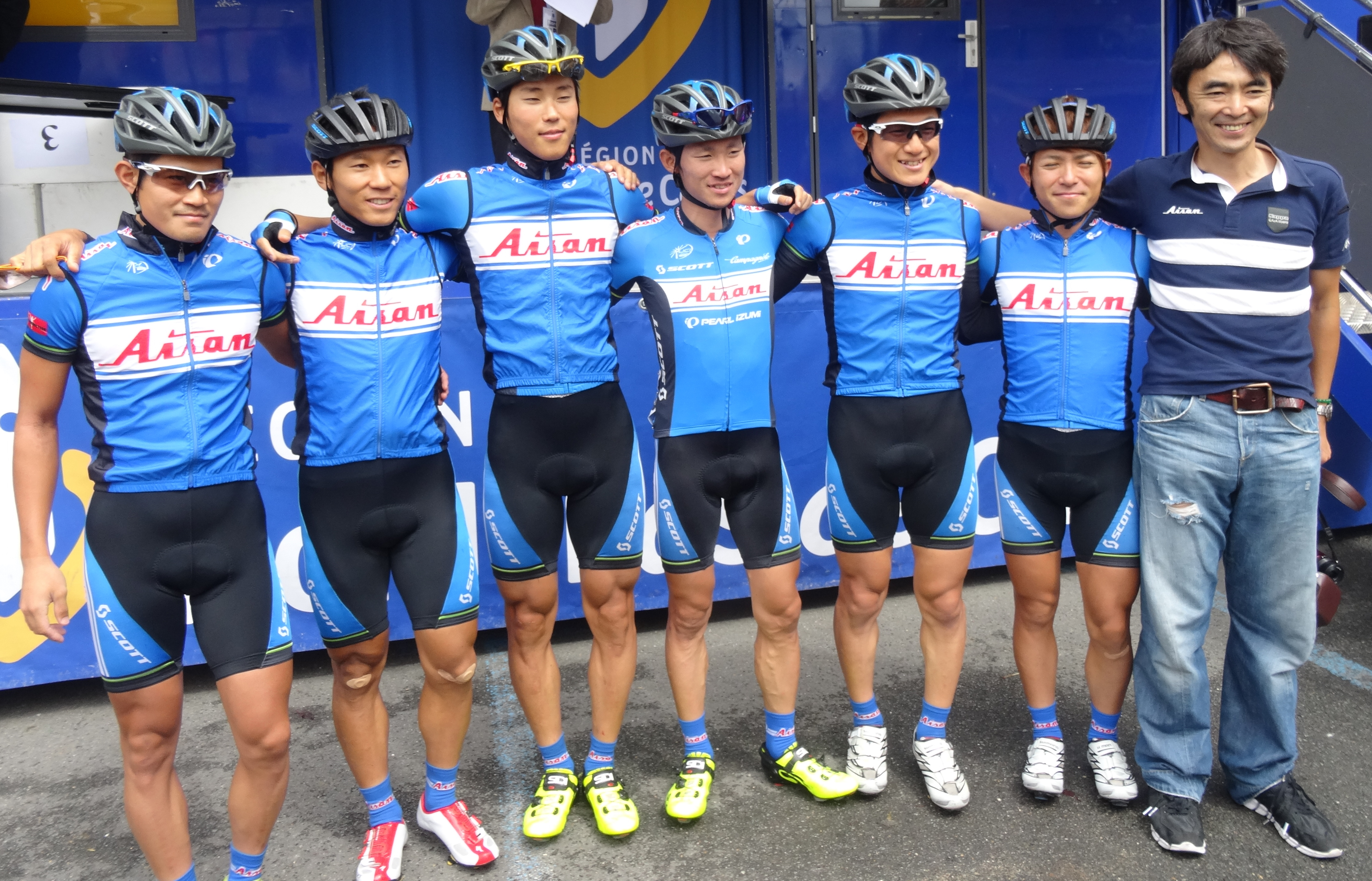
Ken Hashikawa, directeur sportif d'Aisan Racing, lors de la Ronde pévéloise 2014.

Ken Hashikawa a commencé la compétition cycliste au lycée. En 1990, il termine deuxième du championnat du Japon dans la catégorie amateur. L'année suivante, il remporte plusieurs courses amateurs en Belgique, il est remarqué par les responsables de l'équipe Motorola et se voit proposer un stage dans l'équipe. Il signe son premier contrat professionnel dans l'équipe belge Saxon-Selle Italia. 
Son plus grand succès est le Tour d'Okinawa en 1996.

## Palmarès
- 1993
  - 3e du Grand Prix de Waregem
- 1994
  - 3e du Grand Prix Raf Jonckheere
  - 3e de la Ruddervoorde Koerse
- 1995
  -  Champion du Japon sur route
- 1996
  - Tour d'Okinawa
- 1997
  - 3e du Grand Prix du Nord-Pas-de-Calais
- 1999
  - Tour de Hokkaido :
    - Classement général
    - 3e étape
- 2000
  - 2e étape du Tour de Hokkaido
  - 2e du Tour de Hokkaido
- 2001
  - 3e du championnat du Japon du contre-la-montre
- 2002
  - 3e du Grand Prix Criquielion
  - 3e de la Liedekerkse Pijl
- 2003
  - 3e du championnat du Japon du contre-la-montre
- 2008
  - 3e du championnat du Japon sur route

## Classements mondiaux
| Année         | 2006 | 2007 | 2008 |
| ------------- | ---- | ---- | ---- |
| UCI Asia Tour | 97e  | 169e | 249e |